# نهائي كأس العالم للسيدات 2011
نهائي كأس العالم للسيدات 2011 هي المباراة النهائية من منافسة كأس العالم للسيدات 2011، أقيمت المباراة في 2011، في كومرتسبانك أرينا، بين فريقي منتخب اليابان لكرة القدم للسيدات، ومنتخب الولايات المتحدة لكرة القدم للسيدات، وفاز فيها منتخب اليابان لكرة القدم للسيدات، بعد أن هزم منتخب الولايات المتحدة لكرة القدم للسيدات، بنتيجة 2 - 2، وكان حكم المباراة بيبيانا شتاينهاوس، وحضر المباراة 48817 شخصاً.

## تفاصيل المباراة
لعبت المباراة النهائية في 2011.
| منتخب اليابان لكرة القدم للسيدات | 2 -2 | منتخب الولايات المتحدة لكرة القدم للسيدات |
| -------------------------------- | ---- | ----------------------------------------- |
|                                  |      |                                           |